# 滋賀県中学校の廃校一覧
滋賀県中学校の廃校の一覧（しがけんちゅうがっこうのはいこういちらん）は、滋賀県の廃校となった中学校の一覧。対象となるのは学制改革（1947年）以降に廃校となった中学校と分校である。名称は廃校当時のもの。廃校時に属していた自治体が合併により消滅している場合は現行の自治体に含める。また現在休校中の学校は公式には存続していることとなっているが、休校中の学校は事実上廃校となっている場合が多いため、便宜上本項に記載する。

## 大津市
- 大津市立第四中学校（1949年第五中と統合し大津市立粟津中学校へ）[1]
- 大津市立第五中学校（1949年第四中と統合し粟津中へ）[1]
- 上田上村立上田上中学校（1948年4月下田上中と統合し大津市立田上中学校〈当時：二か村組合立〉へ）[2]
- 下田上村立下田上中学校（1948年4月上田上中と統合し田上中〈初代〉へ）[2]
- 瀬田町立瀬田中学校〈旧〉（1948年9月統合により組合立栗南中学校〈現：大津市立瀬田中学校〉へ）[3]
- 大石村立大石中学校（同上、1951年粟津中大石校舎となり、1952年南郷中へ）[3][1]
- 組合立田上中学校〈初代〉（同上、1949年再独立）[3]
- 坂本村立坂本中学校（1948年4月29日統合により大津市立日吉中学校〈当時：組合立）へ）[4]
- 下阪本村立下阪本中学校（同上）[4]

- 雄琴村立雄琴中学校（同上）[4]
- 和邇村立和邇中学校（1947年木戸中と統合し志賀中〈初代〉へ）[5]
- 木戸村立木戸中学校（1947年和邇中と統合し志賀中〈初代〉へ）[5]
- 和邇村・木戸村学校組合立志賀中学校〈初代〉（1949年小松中と統合し大津市立志賀中学校〈当時：組合立〉へ）[5]
- 小松村立小松中学校（1949年志賀中〈初代〉と統合し志賀中〈2代目〉へ）[5]
- 堅田町立堅田中学校〈旧〉（1948年4月統合により組合立滋賀中央中学校〈現：大津市立堅田中学校〉へ）[6]
- 仰木村立仰木中学校〈旧〉（同上、1994年再独立）[6]
- 真野村立真野中学校〈旧〉（同上、1988年再独立）[6]
- 伊香立村立伊香立中学校〈旧〉（1948年8月滋賀中央中伊香立分校となり、1975年再独立）[6]
- 葛川村立葛川中学校〈旧〉（1948年8月滋賀中央中葛川分校となり。1975年再独立）[6]

## 彦根市
- 彦根市立南中学校城南校舎（1948年4月19日）[7]
- 彦根市立南中学校多景校舎（1952年）[7]
- 彦根市立南中学校日夏校舎（1952年）[7]
- 彦根市立河瀬中学校（1959年彦根市立南中学校河瀬校舎となり、9月1日廃止)[7]
- 彦根市立高宮中学校（1959年南中高宮校舎となり、9月1日廃止)[7]

## 長浜市
- 長浜市立鏡岡中学校（2018年余呉小と統合し長浜市立余呉小中学校へ）[8]
- 長浜市立杉野中学校（2020年長浜市立木之本中学校へ統合）[9]
- 長浜市立虎姫中学校（2020年虎姫小と統合し長浜市立虎姫学園へ）[10]
- 大郷村立大郷中学校（1948年竹生中と統合し滋賀県東浅井郡学校組合立浅井西中学校〈現：長浜市立びわ中学校〉へ）[11][注釈 1]
- 竹生村立竹生中学校（1948年大郷中と統合し浅井西中へ）[11]
- 小谷村立小谷中学校（1948年統合により小谷･速水･朝日村学校組合立浅井北中学校〈現：長浜市立湖北中学校〉へ[12]
- 速水村立速水中学校（同上）[12]
- 朝日村立朝日中学校（同上）[12]
- 湯田村立湯田中学校（1949年統合により長浜市立浅井中学校〈当時：湯田・田根・下草野・七尾村学校組合立〉へ）[13]
- 田根村立田根中学校（同上）[13]
- 下草野村立下草野中学校（同上）[13]
- 七尾村立七尾中学校（同上）[13]
- 木之本町立伊香具中学校（1955年木之本町立伊香中学校〈現：木之本中〉へ統合）[9]
- 余呉町立鏡岡中学校小原分校（1964年）[14]
- 西浅井村立永原中学校（1970年塩津中と統合し長浜市立西浅井中学校〈当時：西浅井村立〉へ）[15]
- 西浅井村立塩津中学校（1970年永原中と統合し西浅井中へ）[15]
- 浅井町立浅井東中学校（2001年浅井中へ統合）[13]

## 近江八幡市
- 近江八幡市立南中学校（1982年近江八幡市立八幡東中学校新設のため廃校[16]、近江八幡市立八幡西中学校とに分割、移行）[注釈 2]
- 近江八幡市立西中学校（1982年八幡西中新設のため廃校）[17]
- 北里村立北里中学校（1947年統合により東部中〈のち：明和中〉へ）[17]
- 篠原村立篠原中学校（同上）[17]
- 祇王村立祇王中学校（同上）[17]
- 近江八幡市・野洲町学校組合立明和中学校（1959年西中と野洲中北里校舎に分割）[17]
- 野洲町立野洲中学校北里校舎（1960年西中へ統合）[17]
- 島村立島中学校（1948年近江八幡市立八幡中学校〈当時：八幡町立〉へ統合）[18]
- 島村立沖島中学校（1948年八幡中沖島分校となり、1964年廃校）[18]
- 金田村立金田中学校（1948年8月17日統合により蒲生第一中へ）[16]
- 桐原村立桐原中学校（同上）[16]
- 安土村立安土中学校〈旧〉（同上）[16]
- 馬淵村立馬淵中学校（1948年8月17日統合により組合立三和中となり、1949年に大成中に改称)[16]
- 鏡山村立鏡山中学校（同上）[16]
- 苗村立苗村中学校（同上）[16]
- 岡山村立岡山中学校（1950年八幡中へ統合）[18]
- 組合立三和中学校（詳細不明・後の八幡東中と竜王中の前身か)[16]
- 武佐村立武佐中学校（1948年統合により武佐村・市辺村・平田村・老蘇村学校組合立蒲生中へ)[16]
- 市辺村立市辺中学校（同上）[16]
- 平田村立平田中学校（同上）[16]
- 老蘇村立老蘇中学校（同上、1958年に安土中へ学区変更）[16][19]
- 八日市市･近江八幡市学校組合立蒲生中学校（1982年に分離解散し、旧市辺中と旧平田中が船岡中学校となり旧武佐中は八幡東中学校の一部となる)[20]

## 草津市
- 草津市立松原中学校三和分校（1963年）[21]
- 草津町立草津中学校〈旧〉（1948年統合により草津市立草津中学校〈当時：草津町・老上村・志津村学校組合立〉へ）[22]
- 老上村立老上中学校〈旧〉（1948年草津中〈新〉となり、1979年再独立）[22]
- 志津村立志津中学校 （1948年草津中〈新〉となり、1979年草津市立高穂中学校として独立）[22]
- 常盤村立常盤中学校（1948年統合により組合立三和中へ）[23]

## 守山市
- 守山町立守山中学校〈旧〉（1948年河西中と統合し湖南中へ）[23]
- 河西村立河西中学校（1948年守山中〈旧〉と統合し湖南中となり、1978年に守山中学校から明富中〈旧〉とともに守山市立守山北中学校として独立、1991年に明富中が分離）[23][24]
- 小津村立小津中学校（1948年統合により組合立三和中へ）[23]
- 玉津村立玉津中学校（同上）[23]
- 速野村立速野中学校（1948年中洲中と統合し組合立明富中へ）[23]
- 中洲村立中洲中学校（1948年速野中と統合し組合立明富中へ）[23]
- 守山町立湖南中学校（1962年統合により守山市立守山中学校〈当時：守山町立〉へ）[23]
- 守山町立三和中学校（同上）[23]
- 守山町立明富中学校〈旧〉（同上、1978年に旧河西中とともに守山北中として独立、1991年に分離)[23][24]

## 栗東市
- 金勝村立金勝中学校（1948年統合により栗東市立栗東中学校〈当時：金勝村・葉山村・治田村・大宝村学校組合立〉金勝分校となり、1950年8月25日完全統合）[25]
- 葉山村葉山中学校〈旧〉（1948年栗東中葉山分校となり、1950年完全統合、1984年再独立）[25]
- 治田村治田中学校（1948年栗東中治田分校となり、1950年完全統合）[25]
- 大宝村大宝中学校（1948年栗東中大宝分校となり、1950年完全統合）[25]

## 甲賀市
- 甲南町立甲南中学校〈旧〉（1947年統合により甲賀市立甲南中学校〈当時：甲南町立〉へ）[26]
- 甲南町立第一中学校（同上）[26]
- 甲南町立第二中学校（同上）[26]
- 甲南町立第三中学校（同上）[26]
- 土山町立土山中学校〈旧〉（1948年7月22日統合により土山町・山内村・鮎河村学校組合立甲東中学校〈現：甲賀市立土山中学校〉へ）[27]
- 山内村立山内中学校（同上）[27]
- 鮎河村立鮎河中学校（同上）[27]
- 佐山村立佐山中学校（1948年9月9日甲南中へ統合、1952年再独立[26]、1955年甲賀中佐山校舎となり、1958年廃止[28]）
- 大野村立大野中学校（1948年9月16日水口中大野校舎[29]、1952年大野村・佐山村学校組合立佐山中学校大野校舎となり、甲東中と統合し土山中へ）[27]
- 水口町立水口中学校〈旧〉（1948年9月16日統合により甲賀市立水口中学校〈当時：学校組合立〉へ）[29]
- 柏木村立柏木中学校（同上）[29]
- 伴谷村立伴谷中学校（同上）[29]
- 信楽町立信楽中学校〈旧〉（1948年10月12日統合により学校組合立紫香楽中学校〈現：甲賀市立信楽中学校〉へ）[30]
- 雲井村立雲井中学校（1948年10月12日紫香楽中雲井校舎となり、1950年9月1日廃止）[30]
- 小原村立小原中学校（1948年10月12日紫香楽中小原校舎となり、1950年9月1日廃止）[30]
- 朝宮村立朝宮中学校（1948年10月12日紫香楽中朝宮校舎となり、1958年廃止）[30]
- 多羅尾村立多羅尾中学校（1948年10月12日紫香楽中多羅尾校舎となり、1962年廃止）[30]
- 大原村立大原中学校（1948年11月油日中と統合し学校組合立大原・油日中学校〈現：甲賀市立甲賀中学校〉へ）[28]
- 油日村立油日中学校（1948年11月大原中と統合し大原・油日中へ）[28]
- 水口町立貴生川中学校（1977年水口中へ統合）[29]

## 野洲市
- 野洲町立野洲中学校三上分校（1948年10月20日）[31]

## 湖南市
- 甲西町・石部町組合立甲西中学校下田分校（1954年4月14日）
- 甲西町・石部町組合立甲西中学校〈旧〉（1975年甲西町立甲西中学校〈現：湖南市立〉[32]と石部町立石部中学校〈現：湖南市立〉[33]へ分割）

## 高島市
- 高島町立勝野中学校（1948年統合により高島市立高島中学校〈当時：高島町立〉第一校舎となり、1951年新校舎に移転）[34]
- 高島町立野田中学校（1948年高島中第二校舎となり、1951年廃止）[34]
- 高島町立伊黒中学校（1948年高島中第三校舎となり、1951年廃止）[34]
- 高島町立黒谷中学校（1948年高島中第四校舎、1953年黒谷分校となり、1964年廃校）[34]
- 海津村立海津中学校（1948年4月13日統合により北部4か村学校組合立高北中学校〈現：高島市立マキノ中学校〉へ）[35]
- 西庄村立西庄中学校（同上）[35]
- 百瀬村立百瀬中学校（同上）[35]
- 剣熊村立剣熊中学校（同上）[35]
- 新儀村立新儀中学校（1948年8月4日饗庭中と統合し高島市立湖西中学校〈当時：新儀 村・饗庭村学校組合立〉へ）[36]
- 饗庭村立饗庭中学校（1948年8月4日新儀中と統合し湖西中へ）[36]
- 安曇町立安曇中学校（1948年8月16日統合により高島市立安曇川中学校〈当時：学校組合立〉へ）[37]
- 青柳村立青柳中学校（1948年8月16日安曇川中青柳校舎となり、1951年廃止）[37]
- 本庄村立本庄中学校（1948年8月16日安曇川中本庄校舎となり、1957年廃止）[37]
- 広瀬村立広瀬中学校（1948年8月16日安曇川中広瀬分校となり、1958年廃止）[37]
- 今津町立今津中学校〈旧〉（1948年8月16日統合により今津町・川上村・三谷村学校組合立高島中央中学校〈現：高島市立今津中学校〉へ）[38]
- 川上村立川上中学校（同上）[38]
- 三谷村立三谷中学校（1948年8月16日高島中央中三谷分校となり、1956年11月3日保坂分校に改称、1962年廃校）[38]
- 朽木村立東中学校（1948年10月1日西中と統合し高島市立朽木中学校〈当時：朽木村立〉へ）[39]
- 朽木村立西中学校（1948年10月1日東中と統合し朽木中西校舎となり、1958年西分校へ改称、1972年廃校）[39]
- 今津町・川上村・三谷村学校組合立高島中央中学校三谷分校椋川校舎（1954年三谷分校へ統合）[38]
- マキノ町立マキノ東中学校（1966年マキノ中へ統合）[35]
- マキノ町立マキノ西中学校（同上）[35]

## 東近江市
- 角井村立角井中学校（1948年小椋中と統合し東近江市立愛東中学校〈当時：角井村・西小椋村学校組合立〉角井校舎となり、同年10月15日完全統合）[40]
- 西小椋村立小椋中学校（1948年角井中と統合し愛東中小椋校舎となり、同年10月15日完全統合）[40]
- 永源寺村立高野中学校（1948年9月市原中と統合し青野中へ）[41]
- 市原村立市原中学校（1948年9月高野中と統合し青野中へ）[41]
- 朝日野村立朝日野中学校（1948年9月13日桜川中と統合し東近江市立朝桜中学校〈当時：朝日野村・桜川村学校組合立〉へ）[42]
- 桜川村立桜川中学校（1948年9月13日朝日野中と統合し朝桜中へ）[42]
- 玉緒村立玉緒中学校（1948年11月19日御園中と統合し東近江市立玉園中学校〈当時：玉緒村・御園村学校組合立〉へ）[43]
- 御園村立御園中学校（1948年11月19日玉緒中と統合し玉園中へ）[43]
- 八日市町立八日市中学校（1950年中野中と統合し東近江市立聖徳中学校〈当時:八日市町中野村学校組合立〉へ）[44]
- 中野村立中野中学校（1950年八日市中と統合し聖徳中へ）[44]
- 愛東村立愛東中学校大萩分校（1964年5月4日）[40]
- 永源寺町立政所中学校君ケ畑分校（1989年休校、1999年廃校）[45]
- 永源寺町立政所中学校（2004年青野中と統合し東近江市立永源寺中学校〈当時：永源寺町立〉へ）[46]
- 永源寺町立青野中学校（2004年政所中と統合し永源寺中へ）[46]
- 滋賀学園中学校 (2021年募集停止、2024年廃校)

## 米原市
- 坂田村立坂田中学校（1948年息長中と統合し坂田村・息長村学校組合立双葉中学校〈現：米原市立双葉中学校〉へ）[47]
- 息長村立息長中学校（1948年坂田中と統合し双葉中へ）[47]
- 醒井村立醒井中学校（1949年息郷中と統合し醒井村・息郷村学校組合立醒井息郷中学校〈現：米原市立河南中学校〉へ）[注釈 3]
- 息郷村立息郷中学校（1949年醒井中と統合し醒井息郷中〈現：河南中〉へ）
- 米原市立東草野中学校甲津原分校（2012年）
- 米原市立東草野中学校（2015年休校[48]、2020年米原市立伊吹山中学校へ統合[49]）

## 蒲生郡
- 東桜谷村立東桜谷中学校（1948年6月西桜谷中と統合し桜谷中〈のち：日野北中〉へ）[50]
- 西桜谷村立西桜谷中学校（1948年6月東桜谷中と統合し桜谷中へ）[50]
- 北比都佐村立北比都佐中学校（1948年南比都佐中と統合し比都佐中〈のち：日野西中〉へ）[50]
- 南比都佐村立南比都佐中学校（1948年北比都佐中と統合し比都佐中へ）[50]
- 日野町立日野中学校〈初代〉（1949年統合により日野中〈2代目、のち：日野東中〉へ）[50]
- 西大路村立西大路中学校（同上）[50]
- 鎌掛村立鎌掛中学校（同上）[50]
- 日野町立日野東中学校（1969年統合により日野町立日野中学校〈3代目〉東校舎となり、1971年完全統合）[50]
- 日野町立日野西中学校（1969年日野中西校舎となり、1971年完全統合）[50]
- 日野町立日野北中学校（1969年日野中北校舎となり、1971年完全統合）[50]

## 犬上郡
- 豊郷村立豊郷中学校（1948年7月9日日枝中と統合し豊郷町立豊日中学校〈当時：豊郷村・日枝村学校組合立〉へ）[51]
- 日枝村立日枝中学校（1948年7月9日豊郷中と統合し豊日中へ）[51]
- 多賀町立多賀中学校芹谷分校（1962年）[52]
- 多賀町立多賀中学校佐目分校（1963年）[52]
- 多賀町立多賀中学校脇ヶ畑分校（1969年）[52]
- 多賀町立大滝中学校（時期不明だが多賀中大滝校舎となり、1970年9月1日廃校）[52]
- 多賀町立大滝中学校大君ヶ畑校舎（時期不明だが多賀中大君ヶ畑校舎となり、1970年9月1日廃校）[52]